# Rellotge del paó

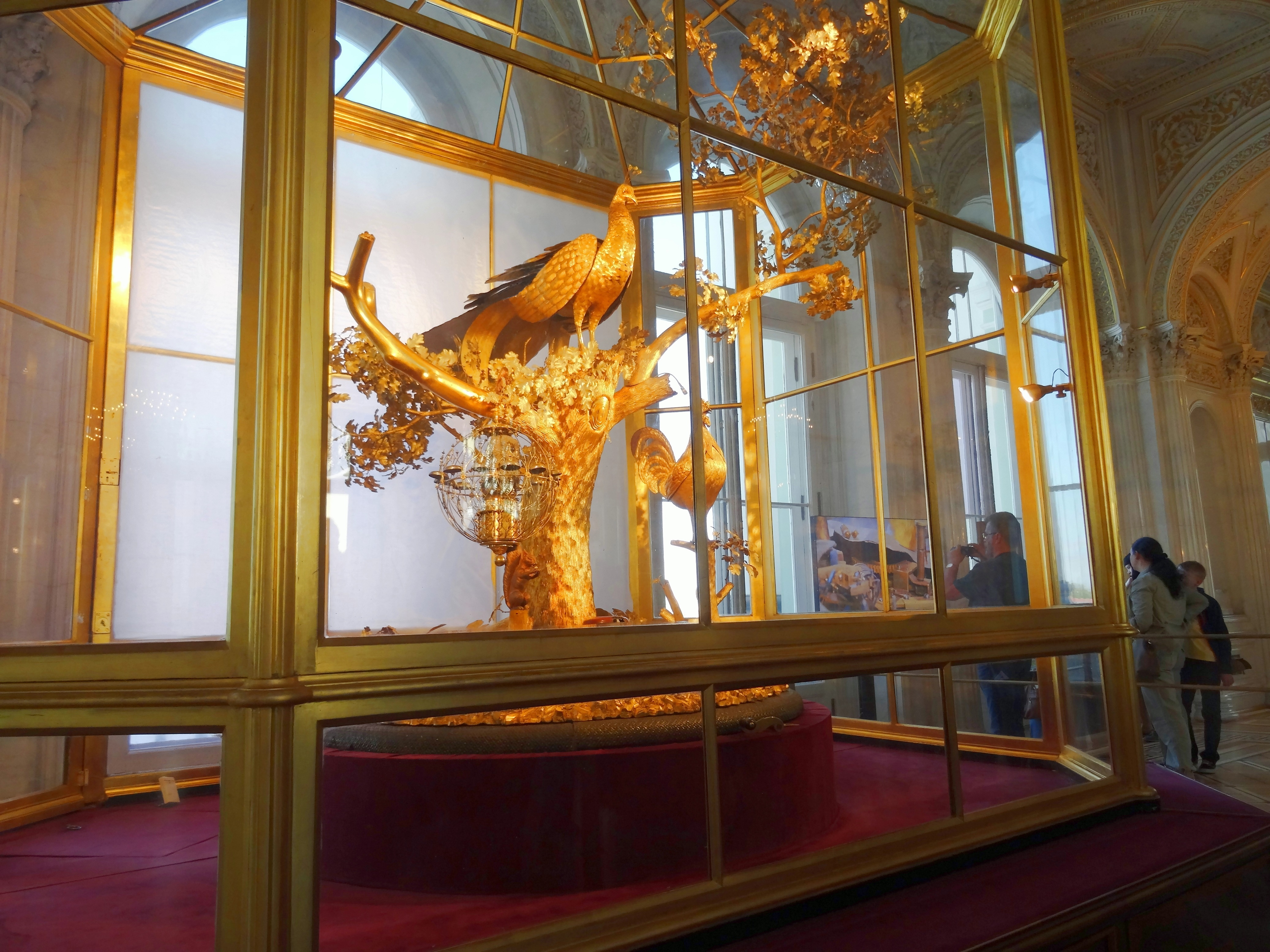
Rellotge de paó

El rellotge del paó és un gran autòmat amb tres ocells mecànics de mida real. És l'únic autòmat mecànic gran del segle XVIII al món que s'ha conservat sense canvis i en condicions de funcionament. El rellotge està decorat amb rèpliques en moviment elaborades a mà de plantes i animals, inclòs un gran paó daurat, d'on deriva el seu nom.

## Història
Va ser fabricat per l'empresari James Cox a la segona meitat del segle XVIII i va ser adquirit per Caterina la Gran el 1781, per influència de Grigory Potemkin, amb qui s'havia casat la tsarina en matrimoni morganàtic. Per raó de la seva aparença magnífica i dels moviments mecànics complexos que inclouen l'acompanyament musical, el rellotge de paó va servir principalment com a símbol d'estatus. Avui és una peça d'exposició destacada a les col·leccions del Museu de l'Ermitage de Sant Petersburg. El rellotge també es mostra diàriament al canal de televisió rus Russia-K.

## Galeria

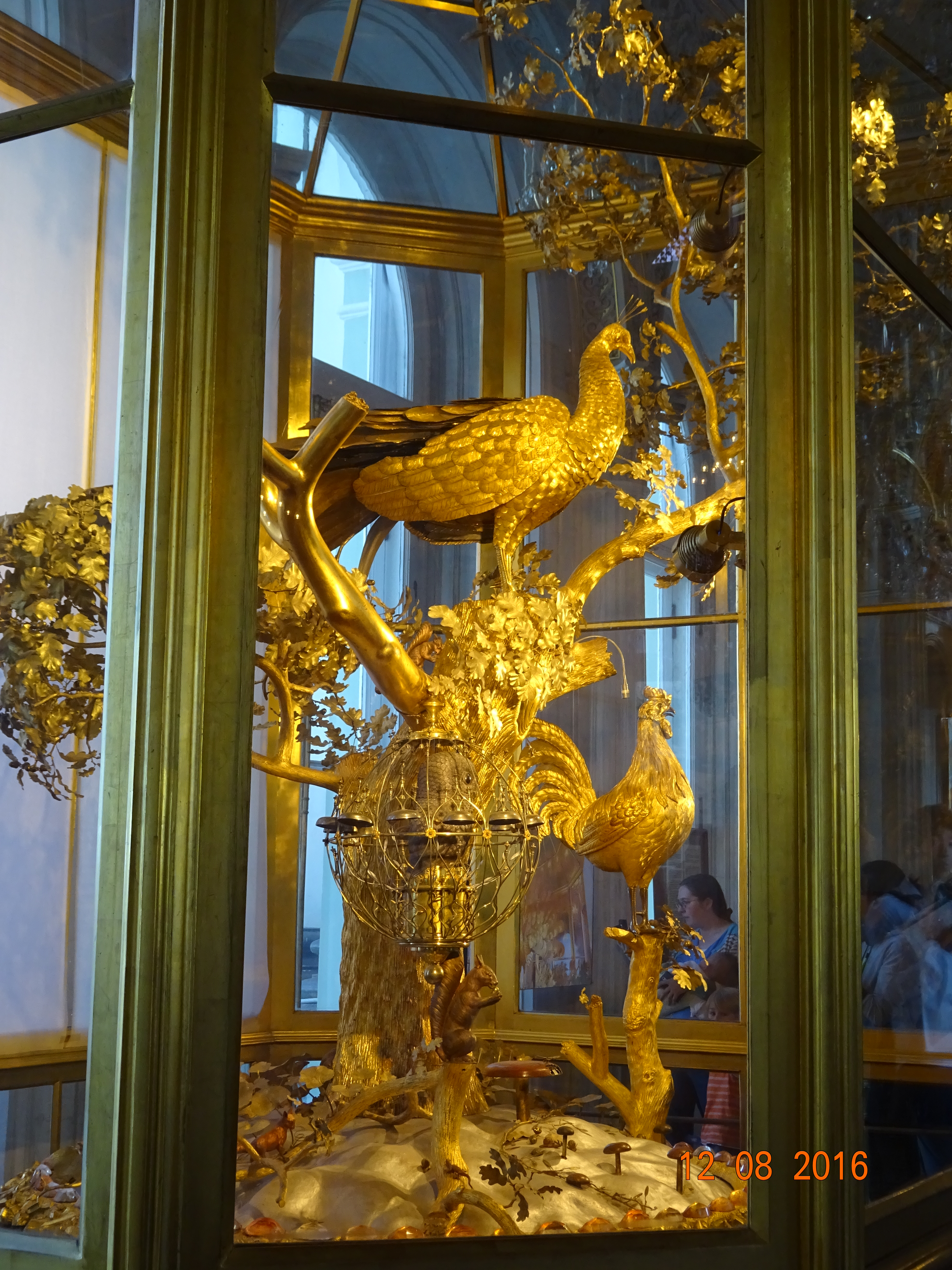
Vista lateral amb tots els ocells
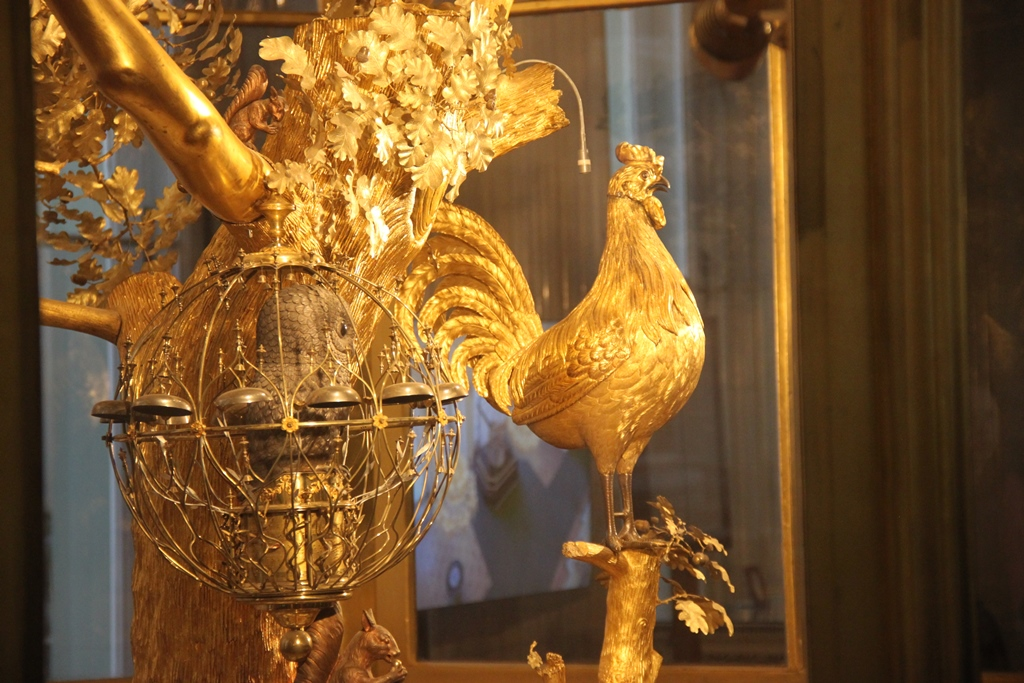
Vista de prop del mussol i el gall.
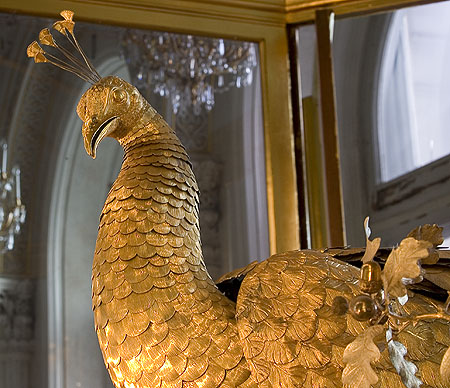
Vista detallada del paó
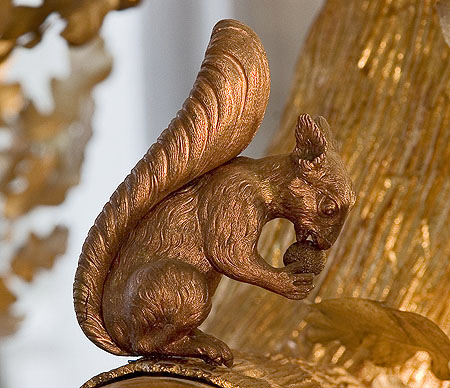
Esquirol amb gla
- El rellotge del paó en moviment